# Tylophora erecta
Tylophora erecta är en oleanderväxtart som beskrevs av Ferdinand von Mueller och George Bentham. Tylophora erecta ingår i släktet Tylophora och familjen oleanderväxter. Inga underarter finns listade i Catalogue of Life.